# Dayuan (cantante)
Ivy Lin Yingzhen (cinese semplificato: 林盈臻; pinyin: Lín Yíngzhēn), nota principalmente con il nome d'arte Dayuan (cinese semplificato: 大元; pinyin: Dàyuán) (Taiwan, 14 novembre 1989) è un'attrice, cantante e modella cinese, leader del gruppo femminile Popu Lady.
Ha studiato giurisprudenza all'Università Cattolica Fu Jen e nel 2011 si è classificata sedicesima nella classifica di FHM Taiwan "Le 100 donne più sexy del mondo". Ha fatto da modella, a giugno 2010, per Dream Cologne, e nel 2011 per Epson e per la moto Mii 100 della SYM.
Ha debuttato come attrice nel 2012 in alcuni film cinematografici, tra cui il capitolo finale della serie Xili renqi zuizhong hui (The Fierce Wife), per poi approdare alla televisione nel 2013 con un ruolo da protagonista in Meiren long tang, al fianco di Mike He. Torna in televisione nel 2015, sempre nel cast principale, nella serie Lianai lin juli, per la quale ottiene una candidatura come "miglior potenziale" ai Sanlih Drama Awards 2015.

## Filmografia

### Cinema
- Nuhai huai huai (女孩壞壞), regia di Seven Wong (2012)
- Xili renqi zuizhong hui - Xingfu nan bu nan (犀利人妻最終回：幸福男·不難), regia di Wang Peihua e Joseph Wang (2012)
- Mingyun gou bu li (命運狗不理), regia di Lee Tianchueh (2012)

### Televisione
- Meiren long tang (美人龍湯) – serie TV (2013)
- Lianai lin juli (戀愛鄰距離) – serie TV (2015)

## Programmi televisivi
- Wo cai wo cai wo cai cai cai (我猜我猜我猜猜猜) (2009)
- Daxueshengle mei (大學生了沒) (2009-2014)
- Kangxi laile (康熙來了) (2010-2013)
- Yule bai fen bai (娛樂百分百) (2011-2013)
- Qingchun quanyuan jihe (青春全員集合) (2011)
- Bai wan xiaoxue tang (百萬小學堂) (2011-2012)
- Zhu ge huishe (豬哥會社) (2012)
- Ni cai ni cai ni cai cai cai (你猜你猜你猜猜猜) (2012)
- Dong wang POPU xiu (東網POPU秀) (2014)

## Videografia
Oltre che nei videoclip delle Popu Lady, Dayuan è apparsa anche nei seguenti video:
- 2011 – After Her Boyfriend (後男友), videoclip del brano dei SIGMA.
- 2011 – Supernatural (超自然), videoclip del brano di Jing Boran.